# Santiago Homenchenko
Santiago Damián Homenchenko Bianchi (Mercedes, Soriano, 30 de agosto de 2003) es un futbolista uruguayo de ascendencia ucraniana e italiana. Juega como mediocentro o pivote en el Club de Fútbol Pachuca en la Primera División de México. Fue parte de la selección sub-20 de Uruguay campeona del mundo en 2023.

## Trayectoria
Se formó en su ciudad natal Mercedes, realizó el baby fútbol en el club Con los Mismos Colores. A los 10 años fue captado por Néstor Gonçalves luego de verlo destacarse en la selección infantil de su ciudad y fichó por el Club Atlético Peñarol de Montevideo, equipo donde finalizó su formación infantil. Se unió a Danubio Fútbol Club con 13 años, se mudó a la capital del país e inició su formación juvenil. Dos años después sufrió un accidente en el que se rompió un pedazo de talón, por lo que no pudo jugar tanto, quedó libre de Danubio y regresó a Mercedes. En su ciudad natal se terminó de recuperar, se incorporó a las juveniles de Con los Mismos Colores, mostró buen nivel y fue convocado a la selección sub-15 de Mercedes para competir en el torneo nacional de selecciones de OFI. En el año 2018 jugó con la sub-18 del club y conquistaron el campeonato pero también en el plantel absoluto, por lo que con 16 años jugó contra mayores, incluso compartió plantel con uno de sus 10 hermanos.
En el año 2020 fue fichado por Plaza Colonia, equipo profesional del país, se incorporó a las juveniles del club y continuó su formación. Esa temporada estuvo presente con la categoría sub-17 en 14 partidos y convirtió 4 goles, también fue ascendido a la Tercera División donde jugó 7 encuentros.
Fue ascendido al primer equipo de Plaza Colonia para la temporada 2021 por el técnico Eduardo Espinel y llegó a jugar amistosos de práctica. Estuvo en el banco de suplentes en 4 partidos del Apertura, pero no tuvo minutos. Su equipo finalizó campeón del Torneo Apertura 2021.
Para la segunda mitad del 2021 fue fichado por el Club Atlético Peñarol, donde finalizó su desarrollo juvenil. Su primer año lo jugó en la sub-19 aurinegra, categoría con la que se consagró campeón. En el 2022 volvió a jugar con al sub-19 y lograron el campeonato, también jugó con la Tercera División del club. Fue parte del plantel que ganó la Copa Libertadores Sub-20 de 2022.
Santiago debutó como profesional el 18 de septiembre de 2022 con 19 años, fue en la fecha 9 del Torneo Clausura en el Estadio Campeón del Siglo, el técnico Leonardo Ramos lo mandó al campo al minuto 83 por Brian Lozano y se enfrentó a Cerrito, equipo al que derrotaron 3-1.
En la fecha 2 del Torneo Apertura 2023 fue titular por primera vez, jugó los 90 minutos contra La Luz y ganaron 3-4 en el Estadio Centenario con un triplete de Matías Arezo.
El 7 de marzo de 2023 tuvo su debut internacional absoluto a nivel de clubes, fue titular para enfrentar a River Plate y con un marcador 0-4 a favor, Peñarol clasificó a la fase de grupos de la Copa Sudamericana 2023.
Durante el 2023 defendió a los carboneros en 29 oportunidades y ganaron el Torneo Apertura.
El 15 de enero de 2024 se anunció un acuerdo de fichaje con Real Oviedo, al jugador se le terminaba el contrato a mitad de año por lo que su club decidió vender el 70% de su ficha al grupo Pachuca. Al día siguiente fue presentado oficialmente por el club español, en calidad de cedido hasta mitad de año. Posteriormente fue cedido al Club Deportivo Mirandés y tuvo más rodaje en la segunda mitad del año.
El 22 de enero de 2025 fue anunciada su incorporación al Club de Fútbol Pachuca, con una presentación llamativa en la que lo titularon el "Proyecto H".

## Selección nacional
Santiago ha sido internacional con la selección de Uruguay en las categorías juveniles sub-20 y sub-23.
Tras tener sus primeros minutos con el primer equipo de Peñarol, fue convocado por el entrenador Marcelo Broli para defender el país en los Juegos Suramericanos de 2022 en Paraguay. Debutó con la Celeste el 4 de octubre de 2022, ingresó al minuto 33 debido a una lesión de Franco González, utilizó el dorsal 15 y vencieron 1-3 a Venezuela. Uruguay finalizó el torneo en cuarta posición tras ser derrotados por Colombia en el partido por la medalla de bronce, Homenchenko estuvo presente en los 5 encuentros disputados.
Una lesión lo apartó de las futuras citaciones y no fue convocado al Campeonato Sudamericano Sub-20 de 2023.
Uruguay clasificó a la Copa Mundial Sub-20 y el 12 de abril de 2023 fue citado para ser parte de la primera semana de entrenamientos previos. Posteriormente quedó confirmado en la lista definitiva de 21 jugadores para disputar la Copa del Mundo.
Agendaron 2 partidos amistosos internacionales de preparación. El primero se jugó el 13 de mayo contra Honduras, conjunto al que derrotaron 1-0 en el Estadio Belvedere. El 13 de mayo jugaron en el Estadio Centenario contra el campeón de la Copa Asiática, Uzbekistán y consiguieron el triunfo por 2-0. En ambos partidos ingresó en el transcurso del segundo tiempo.
El 22 de mayo de 2023 tuvo minutos en el primer partido de la fase de grupos de la Copa Mundial de Sub-20, instancia en la que derrotaron a Irak 4-0. Participó de manera regular a lo largo del certamen, estuvo presente en 6 de los 7 partidos, tras vencer a Italia en la final se coronaron campeones del mundo sub-20 por primera vez en la historia.
El 17 de diciembre fue convocado por Marcelo Bielsa para entrenar de cara al Torneo Preolímpico Sudamericano Sub-23 de 2024. Fue confirmado en el plantel definitivo el 5 de enero, le fue asignado el dorsal número 18.
Debutó con la sub-23 el 13 de enero de 2024, fue titular en un amistoso contra Paraguay, convirtió un gol, brindó una asistencia y ganaron 4-1.
Fue titular durante el Preolímpico pero quedaron eliminados en la fase de grupos, jugó 4 partidos y convirtió un gol.

## Estadísticas

### Clubes
Actualizado al último partido citado el 14 de julio de 2025.
| Club                             | Div.          | Temporada     | Liga  | Liga  | Liga   | Copas nacionales | Copas nacionales | Copas nacionales | Copas internacionales | Copas internacionales | Copas internacionales | Total | Total | Total  |
| Club                             | Div.          | Temporada     | Part. | Goles | Asist. | Part.            | Goles            | Asist.           | Part.                 | Goles                 | Asist.                | Part. | Goles | Asist. |
| -------------------------------- | ------------- | ------------- | ----- | ----- | ------ | ---------------- | ---------------- | ---------------- | --------------------- | --------------------- | --------------------- | ----- | ----- | ------ |
| C. Plaza Colonia de D. · Uruguay | 1.ª           | 2021          | 0     | 0     | 0      | —                | —                | —                | —                     | —                     | —                     | 0     | 0     | 0      |
| C. Plaza Colonia de D. · Uruguay | Total club    | Total club    | 0     | 0     | 0      | 0                | 0                | 0                | 0                     | 0                     | 0                     | 0     | 0     | 0      |
| C. A. Peñarol · Uruguay          | 1.ª           | 2022          | 1     | 0     | 0      | 0                | 0                | 0                | -                     | -                     | -                     | 1     | 0     | 0      |
| C. A. Peñarol · Uruguay          | 1.ª           | 2023          | 24    | 0     | 0      | 1                | 0                | 0                | 4                     | 0                     | 0                     | 29    | 0     | 0      |
| C. A. Peñarol · Uruguay          | Total club    | Total club    | 25    | 0     | 0      | 1                | 0                | 0                | 4                     | 0                     | 0                     | 30    | 0     | 0      |
| Real Oviedo · España             | 2.ª           | 2023-24       | 5     | 0     | 0      | -                | -                | -                | —                     | —                     | —                     | 5     | 0     | 0      |
| Real Oviedo · España             | Total club    | Total club    | 5     | 0     | 0      | 0                | 0                | 0                | 0                     | 0                     | 0                     | 5     | 0     | 0      |
| C. D. Mirandés · España          | 2.ª           | 2024-25       | 18    | 0     | 0      | 1                | 1                | 0                | —                     | —                     | —                     | 19    | 1     | 0      |
| C. D. Mirandés · España          | Total club    | Total club    | 18    | 0     | 0      | 1                | 1                | 0                | 0                     | 0                     | 0                     | 19    | 1     | 0      |
| C. F. Pachuca · México           | 1.ª           | 2024-25       | 11    | 1     | 0      | —                | —                | —                | 1                     | 0                     | 0                     | 12    | 1     | 0      |
| C. F. Pachuca · México           | 1.ª           | 2025-26       | 0     | 0     | 0      | —                | —                | —                | -                     | -                     | -                     | 0     | 0     | 0      |
| C. F. Pachuca · México           | Total club    | Total club    | 11    | 1     | 0      | 0                | 0                | 0                | 1                     | 0                     | 0                     | 12    | 1     | 0      |
| Total carrera                    | Total carrera | Total carrera | 59    | 1     | 0      | 2                | 1                | 0                | 5                     | 0                     | 0                     | 66    | 2     | 0      |
| 1. 2.                            |               |               |       |       |        |                  |                  |                  |                       |                       |                       |       |       |        |

### Selección
Actualizado al último partido citado el 2 de febrero de 2024.
| Selección         | Temporada         | Continental | Continental | Continental | Mundial      | Mundial      | Mundial      | Amistosos | Amistosos | Amistosos | Total | Total | Total  |
| Selección         | Temporada         | Part.       | Goles       | Asist.      | Part.        | Goles        | Asist.       | Part.     | Goles     | Asist.    | Part. | Goles | Asist. |
| ----------------- | ----------------- | ----------- | ----------- | ----------- | ------------ | ------------ | ------------ | --------- | --------- | --------- | ----- | ----- | ------ |
| Sub-20 · Uruguay  | 2022              | 5           | 0           | 0           | —            | —            | —            | 0         | 0         | 0         | 5     | 0     | 0      |
| Sub-20 · Uruguay  | 2023              | -           | -           | -           | 6            | 0            | 0            | 2         | 0         | 0         | 8     | 0     | 0      |
| Sub-20 · Uruguay  | Total sel.        | 5           | 0           | 0           | 6            | 0            | 0            | 2         | 0         | 0         | 13    | 0     | 0      |
| Sub-23 · Uruguay  | 2024              | 4           | 1           | 0           | No clasificó | No clasificó | No clasificó | 2         | 1         | 1         | 6     | 2     | 1      |
| Sub-23 · Uruguay  | Total sel.        | 4           | 1           | 0           | 0            | 0            | 0            | 2         | 1         | 1         | 6     | 2     | 1      |
| Total selecciones | Total selecciones | 9           | 1           | 0           | 6            | 0            | 0            | 4         | 1         | 1         | 19    | 2     | 1      |
| 1. 2.             |                   |             |             |             |              |              |              |           |           |           |       |       |        |

## Palmarés

### Títulos internacionales
| Título                   | Equipo               | Sede      | Año  |
| ------------------------ | -------------------- | --------- | ---- |
| Copa Libertadores Sub-20 | C. A. Peñarol        | Ecuador   | 2022 |
| Copa Mundial Sub-20      | Selección de Uruguay | Argentina | 2023 |

### Títulos nacionales
| Título          | Equipo                 | País    | Año  |
| --------------- | ---------------------- | ------- | ---- |
| Torneo Apertura | C. Plaza Colonia de D. | Uruguay | 2021 |
| Torneo Apertura | C. A. Peñarol          | Uruguay | 2023 |

### Distinciones individuales
| Distinción                                    | Año  |
| --------------------------------------------- | ---- |
| Premios AUF - Joven talento del mes (febrero) | 2023 |
| Premios AUF - Equipo ideal del mes (febrero)  | 2023 |